# 台湾及己
（學名：Chloranthus oldhamii）又名四季春、四葉蓮为金粟兰科金粟兰属下的一个种。